# Souris à abajoues des pinèdes
Perognathus parvus
Espèce
Synonymes
- Perognathus xanthanotus Grinnell, 1912

Statut de conservation UICN

 LC  : Préoccupation mineure
La Souris à abajoues des pinèdes (Perognathus parvus), parfois aussi nommée Souris aux abajoues des pinèdes, est une espèce de rongeurs de la famille des Heteromyidae qui fait partie des souris à poches, c'est-à-dire des souris à abajoues. Cet animal vit au Canada et aux États-Unis.
L'espèce a été décrite pour la première fois en 1848 par un naturaliste et artiste américain, Titian Ramsay Peale (1799-1885).

Carte de répartition

## Liste des sous-espèces
Selon Mammal Species of the World (version 3, 2005)  (29 nov. 2012) :
- sous-espèce Perognathus parvus bullatus
- sous-espèce Perognathus parvus clarus
- sous-espèce Perognathus parvus columbianus
- sous-espèce Perognathus parvus idahoensis
- sous-espèce Perognathus parvus laingi
- sous-espèce Perognathus parvus lordi
- sous-espèce Perognathus parvus mollipilosus
- sous-espèce Perognathus parvus olivaceus
- sous-espèce Perognathus parvus parvus
- sous-espèce Perognathus parvus trumbullensis
- sous-espèce Perognathus parvus xanthanotus
- sous-espèce Perognathus parvus yakimensis

Selon Catalogue of Life (29 nov. 2012) :
- sous-espèce Perognathus parvus parvus (Peale, 1848)
- sous-espèce Perognathus parvus xanthonotus Grinnell, 1912